# Filetes (metge)
Filetes (en llatí Philetes, en grec Φιλήτης) fou un metge grec que va viure probablement al segle v aC.
Galè l'esmenta com a contemporani d'alguns dels metges grecs més antics. Alguns escriptors de l'antiguitat li van atribuir l'obra Περὶ Διαίτης, De Victus Ratione, obra que figura al Corpus hipocràtic.